# Griže (gmina Sežana)
Griže – wieś w Słowenii, w gminie Sežana. W 2018 roku liczyła 47 mieszkańców.